# Grupa Bojowa Hauptmann Karl
Grupa Bojowa Hauptmann Karl (niem. Kampfgruppe Hauptmann Karl) – jedna z hitlerowskich grup bojowych. Powstała w 1943 na miejscu Grupy Bojowej Dorsch.

## Skład
- 543 Batalion Strzelców Krajowych (Landesschützen-Bataillon 543)
- jednostka łączności Policji SS z Krakowa
- niedobitki Kampfgruppe Dorsch
- eskadra samolotów zwiadowczych
- pododdziały 425 Rezerwowego Batalionu Grenadierów Wehrmachtu